# علم بيئة وتاريخ جليد القطب الشمالي البحري

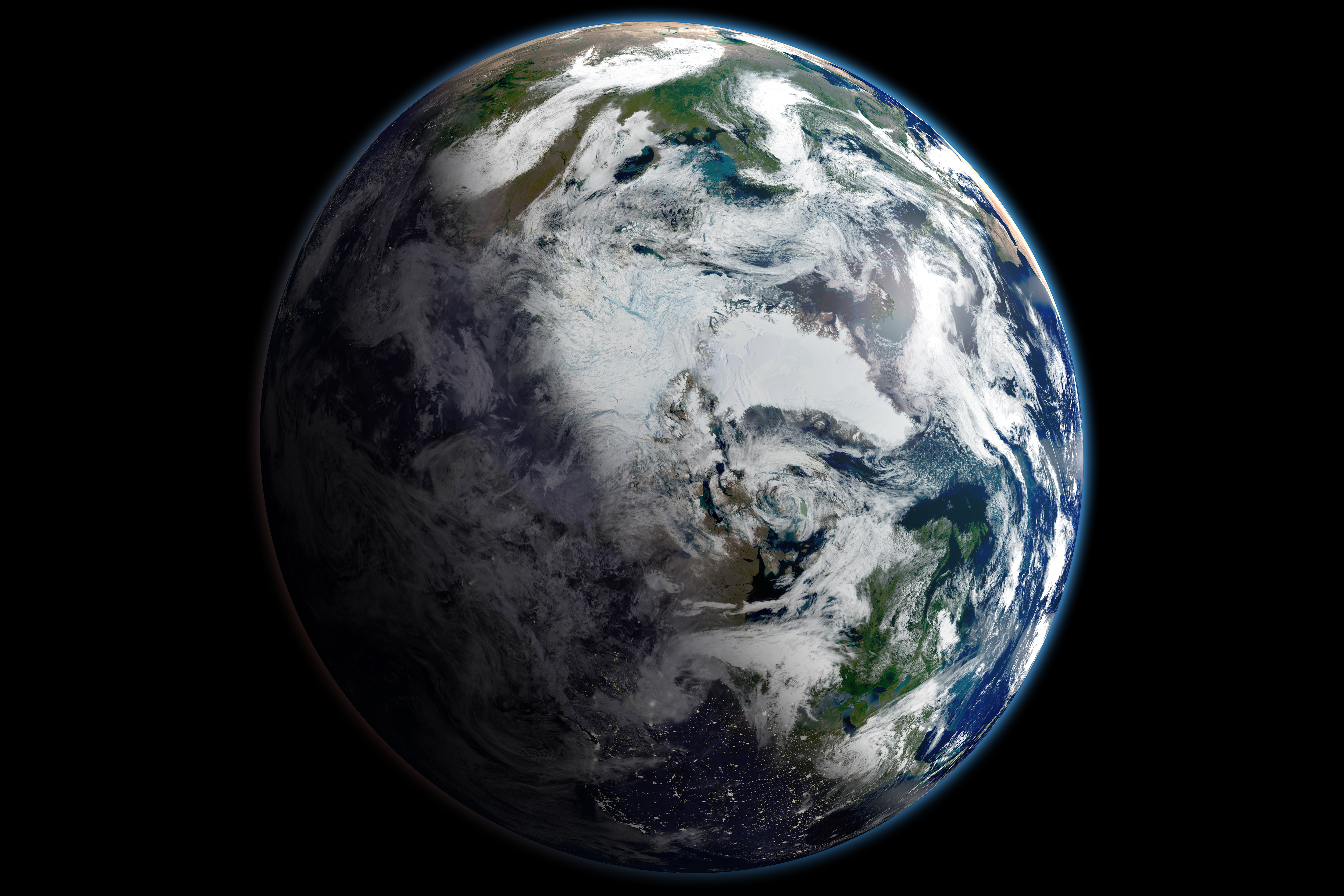

يغطي جليد القطب الشمالي البحري مساحة أقل في الصيف منها في الشتاء. يغطي الجليد البحري المعمر جميع الأحواض العميقة المركزية تقريبًا. يعتبر جليد القطب الشمالي البحري فريدًا من نوعه، وكذلك الأحياء المرتبطة به، وقد سمح ثبات الجليد على مدار العام بنشوء أنواع مستوطنة للجليد، أي أنها أنواع لا مثيل لها في مكان آخر.
تتباين الآراء العلمية حول عمر الجليد البحري المعمر في القطب الشمالي. تتراوح التقديرات من بين 700,000 إلى 4 ملايين عام.

## الأنواع المتوطنة
يتواجد المجتمع الحيوي المنتوع المرتبط بالجليد في الجليد البحري في شبكة صغيرة (يبلغ قطرها غالبًا أقل من 1 مم) ممتلئة بالسائل، تتكون من مسام وقنوات لمياه البحر، أو في داخل الحد الفاصل بين الماء والجليد. ونتيجة لذلك فإن الكائنات الحية التي تعيش داخل الجليد البحري صغيرة (أقل من 1 مم)، وتهيمن عليها البكتيريا والنباتات والحيوانات أحادية الخلية. تعتبر الدياتومات، وهي نوع معين من الطحالب، أهم المولدات داخل الجليد، فهناك 200 نوع منها في جليد القطب الشمالي البحري. وبالإضافة إلى ذلك، تساهم السوطيات بشكل كبير في التنوع البيولوجي، لكن عدد أنواعها مجهول.
قد تكون كائنات القاع الجليدية الأولية وعديدة الخلايا، وبخاصة المهتزات والدوارات، وفيرة في كل أنواع الجليد على مدار العام. وفي الربيع، تهاجر اليرقات والحيوانات اليافعة بالنطاق القاعي (ككثيرات الأشعار والرخويات) إلى الجليد الساحلي للتغذي على الطحالب الجليدية لبضعة أسابيع.
تزدهر الحيوانات المستوطنة جزئيًا، والتي تضم في الأساس الغماراويات مزدوجة الأرجل، في الجانب السفلي من الطوف الجليدي. وبتواجدها محليًا وموسميًا بمقدار بضعة مئات منها لكل متر مربع، فإنها وسيط مهم للمواد العضوية الدقيقة من الجليد البحري إلى عمود المياه. تعتبر القشريات المرتبطة بالجليد والبحر المفتوح أهم مصدر للغذاء لسمك القد القطبي المتواجد في ترابط وثيق مع الجليد البحري، والذي يعمل كحلقة وصل رئيسية بين شبكة الغذاء المرتبطة بالجليد والفقم والحيتان.
في حين أن دراسات سابقة للجليد البحري الساحلي والبحري قد قدمت لمحة عن الوفرة الموسمية والإقليمية والتنوع لدى الأحياء المرتبطة بالجليد، فإن التنوع في هذه التجمعات غير معروف تقريبا بالنسبة لشتى المجموعات، بداية من البكتيريا وصولًا إلى الحيوانات عديدة الخلايا. يحتمل أن كثيرًا من الأصانيف لا تزال لم تكتشف بسبب المشاكل المنهجية في تحليل عينات الجليد. وهناك حاجة عاجلة لدراسة تنوع البيئات المرتبطة بالجليد قبل أن تتغير بفعل تبدل أنظمة الجليد والفقدان المحتمل للغطاء الجليدي متعدد السنوات.